# Motor Development International

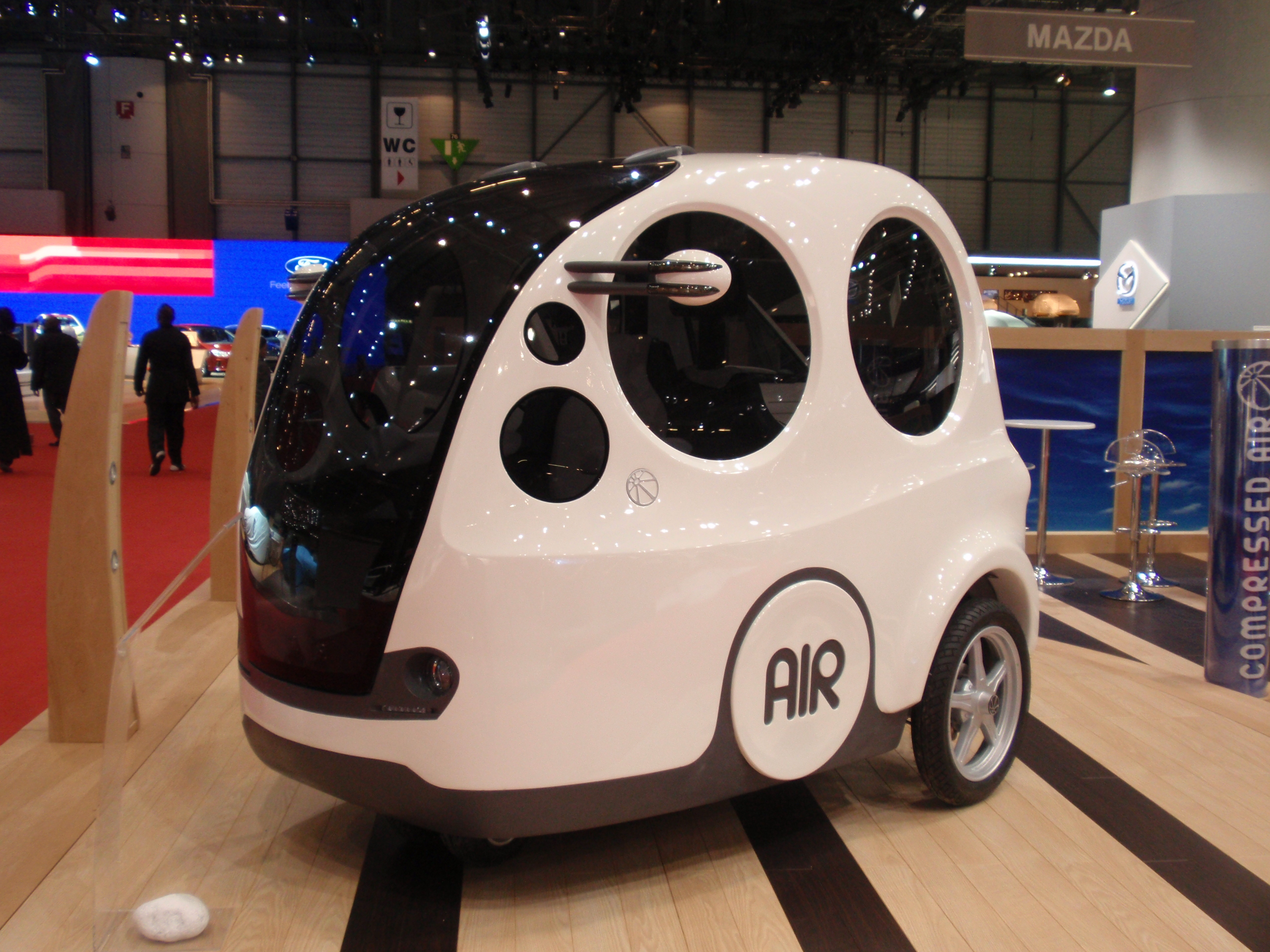
MDI Air Pod

Motor Development International (MDI) is een klein familiaal autobedrijf dat werkt aan de ontwikkeling van een auto die op lucht rijdt. 
De man achter MDI is de Fransman Guy Nègre. In de jaren 1980 werkte hij in de luchtvaartsector, waarna hij die expertise overbracht naar de Formule 1. Hij ontwikkelde de W12-motor waarmee Volkswagen veel aandacht trok. Wat later ontwikkelde hij een motor die op benzine en perslucht werkte. De bedoeling was om het verbruik te verminderen. Investeerders kregen interesse en in 1991 werd MDI opgericht in Luxemburg. 
De MDI Group bestaat momenteel uit de MDI Holding, gevestigd in Luxemburg, die ook belast is met de patenten. MDI zou reeds patenten geregistreerd hebben in meer dan 120 landen. De fabriek waar men de prototypes ontwikkelt staat in het Zuid-Franse Carros, nabij Nice, en telt enkele tientallen werknemers. Deze fabriek wordt momenteel (2013) ook in gereedheid gebracht voor de eerste serieproductie van de wagens.

## De auto
Lucht wordt in de tank geperst - perslucht dus - onder een druk van 248 bar, en door deze druk worden de zuigers bewogen. Het worden kleine stadswagentjes, die de vervuiling in de drukke steden moeten aanpakken. Zie ook de Air Car.
Nègre verkoopt licenties om de auto in Frankrijk en andere landen te maken. De Indiase auto- en staalmagnaat Ratan Tata, van Tata Steel en het automerk Tata, heeft al een licentie voor India op zak. Naar verluidt brengt Tata binnenkort een wagen met de motor van MDI op de markt. 
Per verkochte fabriek wil MDI jaarlijks 7500 auto's van de band laten rollen, tegen een prijs die lager ligt dan bij een conventionele wagen. 
Het MDI-gamma, voorlopig allemaal prototypes, bestaat momenteel uit:
- AirPod - piepklein stadsvervoermiddel voor drie personen, bestuurd met een joystick (vanaf 2013?)
- AirOne - Drie- of vijfpersoonscabrio of gesloten, zéér eenvoudig en goedkoop
- AirCity - drie- of vijfpersoons stadsauto
- AirFamily - zespersoons-familieauto, busje of pick-up, zespersoons taxi, allemaal versies van hetzelfde basismodel
- AirMulti - een soort korte stadsbus, waaraan bijkomende modules kunnen gehangen worden om zo een soort trein op wielen te vormen

Verder werkt men ook aan meer industriële toepassingen, zoals een heftruck en een trekker, maar ook aan stroomgeneratoren op perslucht. 
Tanken gebeurt in drie minuten aan een persluchtvoorraad in een pompstation of op de parking van een supermarkt, maar de wagen kan ook aan het stopcontact. Dan tankt de motor in omgekeerde modus de luchttank vol. Dat duurt 4 uur (32 Amp) of 7:30 uur (16 Amp), en kost slecht enkele  euro's aan elektriciteit.